# Рихтер, Венцеслав

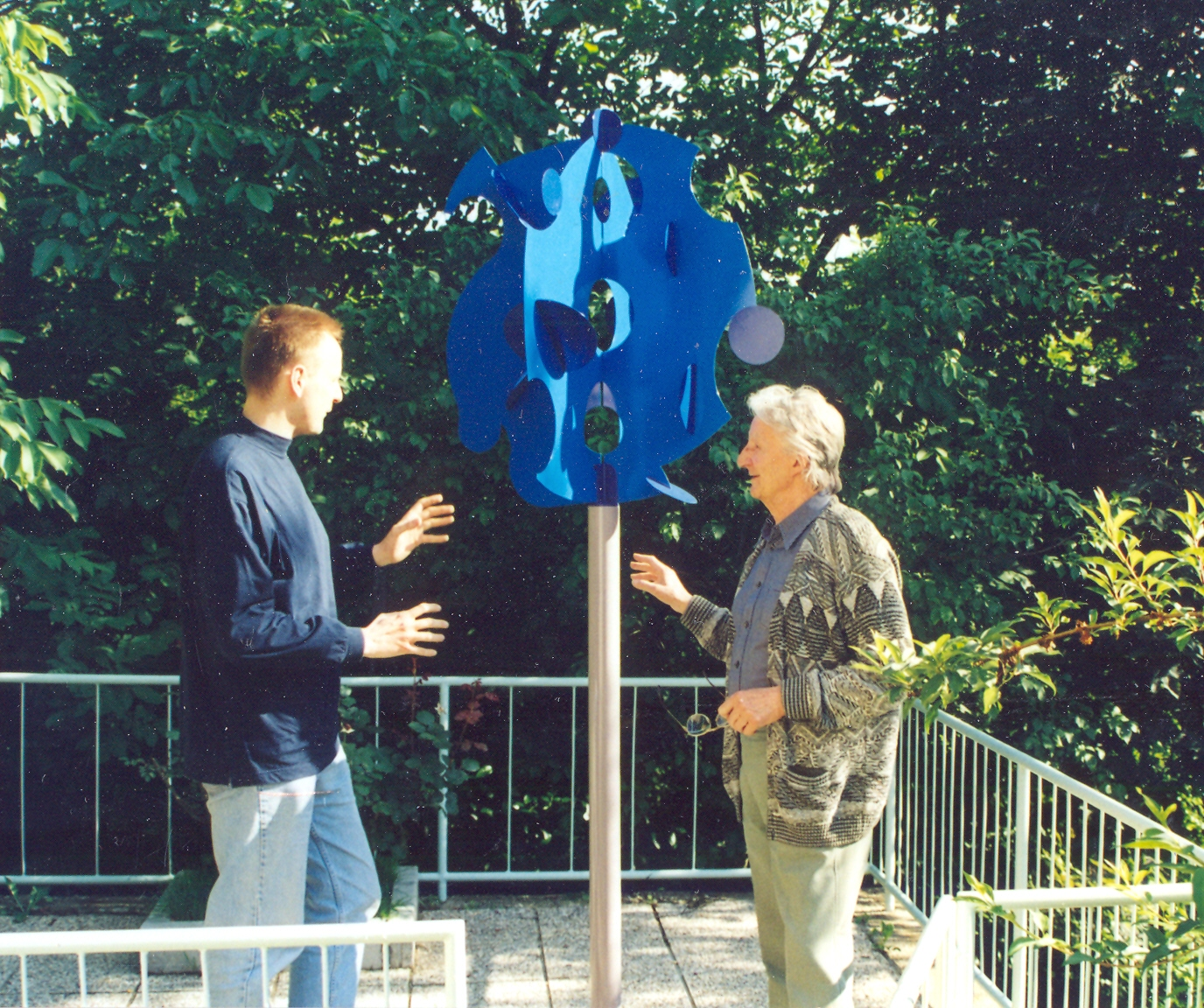
Рихтер (справа) и арт-критик Анте Вранкович на террасе дома Рихтера в Загребе, весна 2000 года.

Венцеслав Рихтер (хорв. Vjenceslav Richter; 8 апреля 1917, Доня-Дренова — 2 декабря 2002, Загреб) — хорватский архитектор. Он также известен своими работами в области урбанизма, скульптуры, графики, живописи и сценического дизайна.

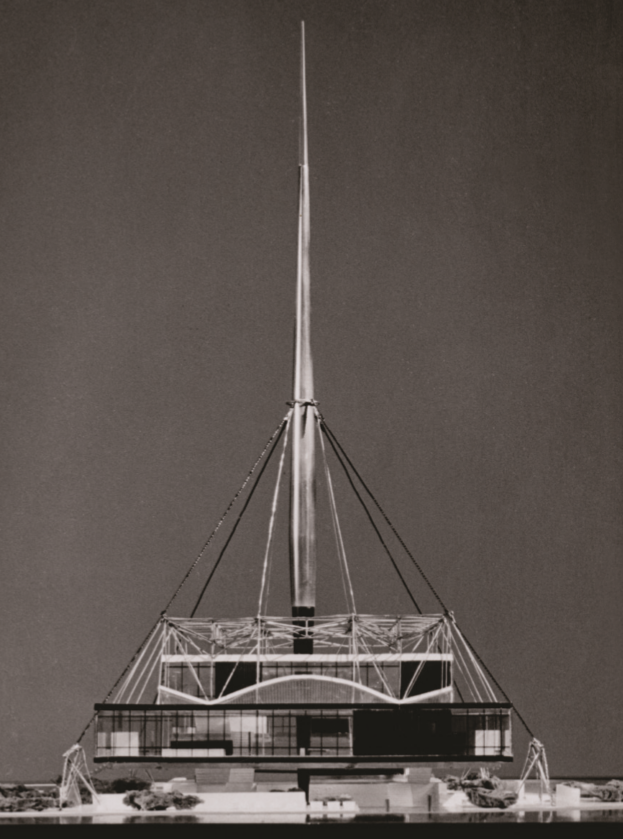
Оригинальный проект Рихтера югославского павильона для Всемирной выставки 1958 года в Брюсселе.

## Карьера
В 1949 году Венцеслав Рихтер окончил архитектурный факультет технического факультета Загребского университета под руководством профессора Зденко Стрижича.
Он был одним из основателей арт-группы Exat 51, активными членами которой в период с 1950 по 1956 год были архитекторы Бернардо Бернарди, Здравко Бреговац, Божидар Рашица и Владимир Захарович, а также художники Владо Кристл, Иван Пицель и Александр Срнец. Рихтер также был членом художественного движения «Новые тенденции» (с 1961 года). Он проектировал выставочные павильоны (для Всемирной выставки в 1958 году в Брюсселе, Турина и Милана), несколько музейных зданий, занимался промышленным и интерьерным дизайном. С 1962 года Рихтер начал исследовать искусство скульптуры, что привело к созданию его серии «Reliefmeter» среди многих прочих его произведений.
В 1955 году Венцеслав Рихтер участвовал в организации первой Загребской триеннале, фестиваля искусства и дизайна, который стремился объединить широкий спектр дизайнерских дисциплин, включая прикладное искусство, промышленный дизайн и изобразительное искусство. Вторая триеннале была проведена лишь четыре года спустя. Она была столь же неудачной, как и первая биеннале, в достижении своей цели по популяризации модернистского дизайна.
Рихтер выставлялся на многих выставках в Хорватии и за рубежом, в том числе: в Музее искусств и ремёсел в Загребе (1964), Художественной галерее Олбрайт-Нокс в Буффало (1968), Музее современного искусства в Загребе (1968), Галерее Стэмпфли в Нью-Йорке (1968), Галерее Семиха Убер в Цюрихе (1969), на Венецианской биеннале (1972), Галерее 58 в Рапперсвилле (1972), Галерее Дель Навильо в Милане (1973), Галерее аль Чентро в Неаполе (1973), Галерее Висконти в Милане (1976) и Галерее Ла Лоджа в Удине (1977).
Венцеслав Рихтер был удостоен множества наград, в том числе премии города Загреб (1959), золотой медали на 13-й триеннале в Милане (1964), премии за скульптуру на 11-й биеннале Сан-Паулу (1971) и премии Гердера (1981). Он также получил две награды за значительные жизненные достижения: премию Виктора Ковачича (1988) и премию Владимира Назора (1992). Ретроспективная выставка его графики «Геометрия и спонтанность» была организована в кабинете графики Хорватской академии наук и искусств в Загребе в 2002 году.

## Коллекция Рихтера
Коллекция Венцеслава Рихтера и Нады Кареш-Рихтер размещена на вилле во Врховеце (Загреб) и управляется Музеем современного искусства в Загребе.